# Giuseppe Verdi (film 2000)
Giuseppe Verdi è un film del 2000 diretto da Francesco Barilli.
La pellicola narra la carriera del famoso compositore Giuseppe Verdi.

## Trama
Nel periodo più importante della sua vita fra il 1838 e il 1842, Giuseppe Verdi si trasferisce a Milano con la sua famiglia per iscriversi al conservatorio. Dopo esser stato respinto e dopo alcuni fallimenti, Verdi otterrà il successo con la composizione di Oberto, Conte di San Bonifacio e il Nabucco, oggi divenuta una delle sue opere più ascoltate.